# モンセラート・カバリェ
モンセラート・カバリェ（Montserrat Caballé, 本名：Maria de Montserrat Viviana Concepción Caballé i Folch 「マリア・デ・モンセラート・ビビアーナ・コンセプシオン・カバリェ・フォルク」、1933年4月12日 - 2018年10月6日）は、カタルーニャ（スペイン）生まれのオペラ歌手（ソプラノ）で、優れたベルカント歌唱技術とロッシーニ、ベッリーニ、ドニゼッティらのベルカント・オペラの諸役での優れた歌唱で名高い。

## プロフィール
カバリェはバルセロナで生まれ、リセウ音楽院で学んだ。1956年にバーゼル歌劇場に加わり、1957年『ボエーム』のミミ役でプロのオペラ歌手としてデビューした。1960年/1961年シーズンには、ブレーメン歌劇場に登場した。1962年、彼女はバルセロナに戻り、リセウ歌劇場（リセウ大劇場）での初舞台を踏む。1964年、彼女はテノール歌手のベルナベー・マルティー（Bernabé Martí）と結婚した。
カバリェが世界的に知られるようになったきっかけは、1965年ニューヨーク市のカーネギー・ホールで行われた演奏会形式の『ルクレツィア・ボルジア』上演で、病気でキャンセルしたマリリン・ホーンの代役を務めたことである。彼女の歌唱はセンセーションを引き起こし、オペラ界にその名を知らしめた。それまで、モーツァルトやドイツオペラを主なレパートリーとしていたカバリェは、この公演をきっかけにしてベルカント・オペラにレパートリーを移行していく。同年後半、カバリェはグラインドボーン音楽祭およびメトロポリタン歌劇場にグノーの「ファウスト」でマルグリットを歌って初出演する。また、1970年にはドニゼッティの「ルクレツィア・ボルジア」を歌いミラノ・スカラ座主役デビュー（1960年代前半に傍役でスカラ座に出演している）を、またヴィオレッタ役でロイヤル・オペラハウスへのデビューを果たす。
彼女はベルカント・オペラを当たり役としているが、バロックからヴェルディ、ヴァーグナー、プッチーニ、さらにR.シュトラウスの元帥夫人（『ばらの騎士』）や『サロメ』の主役に至る実に80もの役柄を歌った経験がある。
また彼女はリサイタルも得意で、とくに母国スペインの歌曲の歌唱が名高い。
カバリェの声は純粋な声質、正確なコントロールと力強さが顕著である。彼女は劇的な才能や演技力よりは、高度な歌唱力や陰影にとんだ声色、そして絶妙なピアニシモが評価されている。
彼女は一時ポピュラー音楽の世界にも踏み出し、イギリスのロックバンドクイーンのヴォーカルで、カバリェを尊敬していたフレディ・マーキュリーとのデュエット「バルセロナ」（マーキュリー作）は1992年バルセロナオリンピックのテーマソングとなった。
彼女はステージを引退し、以後さまざまな慈善活動に貢献している。彼女はユネスコ親善大使にも就任しており、バルセロナで貧しい子供たちのための基金を設立した。
2018年10月6日、バルセロナの病院で死去。85歳。

## 日本での活動
1975年に初来日し、マダム・バタフライ世界コンクール実行委員会主催のプッチーニの『トスカ』に出演した。
翌1976年には、第8次NHKイタリア歌劇団公演にてチレアの『アドリアーナ・ルクヴルール』（日本初演）に出演した。
1979年のロイヤル・オペラ・ハウスの引っ越し公演では、再び『トスカ』を歌っている。1989年のウィーン国立歌劇場の引っ越し公演では、ロッシーニの『ランスへの旅』（日本初演）にも出演した。

## 名前の表記について
スペイン語では、語尾の子音がほとんど発音されない（聞き取れない）傾向があるため、日本では「モンセラ」の表記も多い。なお、カバリェはカタルーニャ出身であり、カタルーニャ語の発音はIPA表記では[munsəˈrat]となり、「ムンサラート」もしくは「ムンサラー」が近い。

## 家族
カバリェの娘のモンセラート・マルティ（Montserrat "Montsita" Marti）はやはり歌手で、ふたりは時々共演したことがある。